# Hilario González García

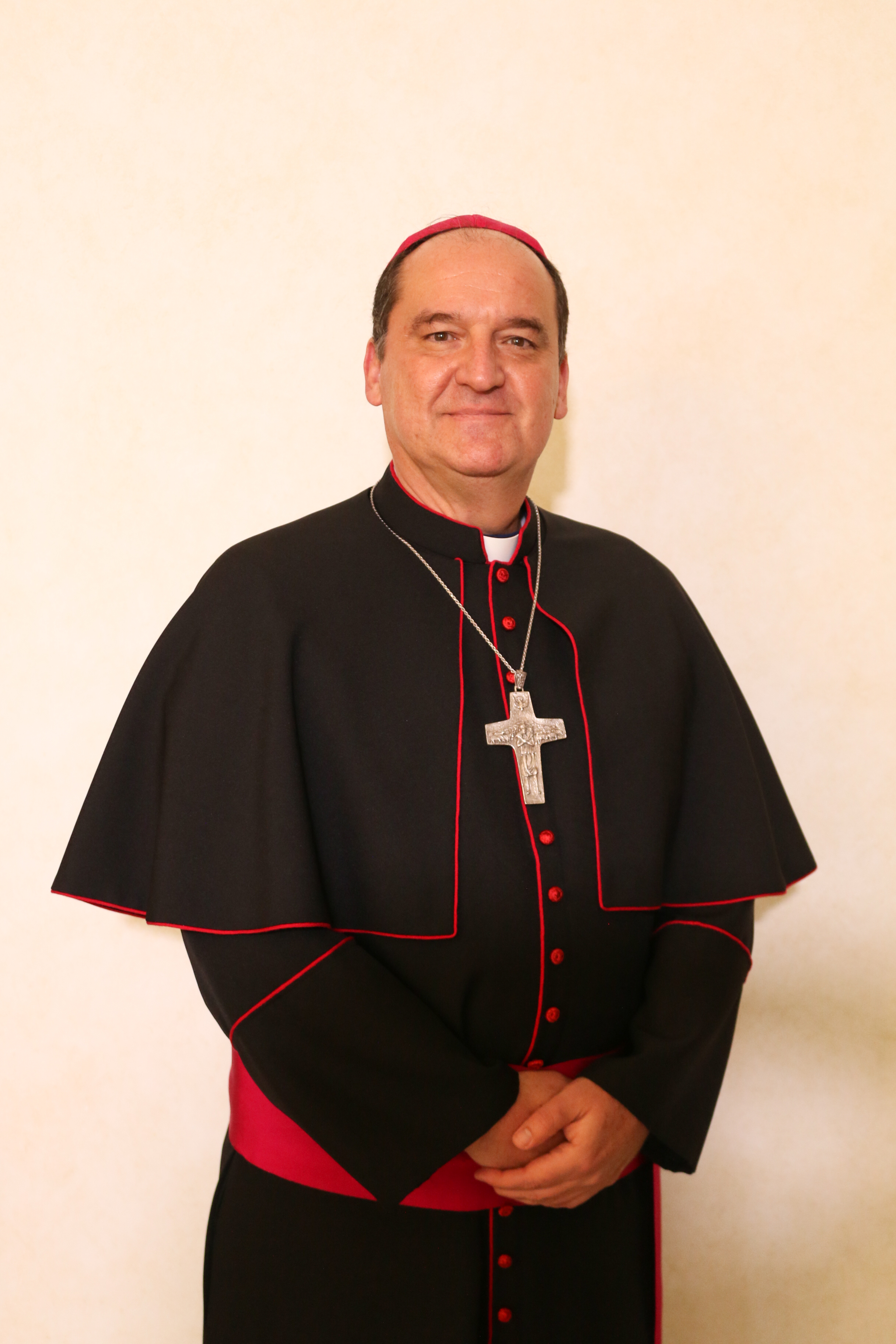
Hilario González García, 2022

Hilario González García (* 19. Juni 1965 in Monterrey, Mexiko) ist ein mexikanischer Geistlicher und römisch-katholischer Bischof von Saltillo.

## Leben
Hilario González García empfing am 15. August 1995 das Sakrament der Priesterweihe für das Erzbistum Monterrey.
Am 19. November 2014 ernannte ihn Papst Franziskus zum Bischof von Linares. Der Apostolische Nuntius in Mexiko, Erzbischof Christophe Pierre, spendete ihm am 22. Januar 2015 im Atrium der Kathedrale von Linares die Bischofsweihe; Mitkonsekratoren waren der Erzbischof von Monterrey, Rogelio Cabrera López, und der emeritierte Bischof von Linares, Ramón Calderón Batres.
Am 21. November 2020 ernannte ihn Papst Franziskus zum Bischof von Saltillo. Die Amtseinführung fand am 29. Januar des folgenden Jahres statt.